# Френк Фінніган
Френк Альберт Клеренс Фінніган (англ. Frank Albert Clarence Finnigan, 9 липня 1901, Шовілль, Квебек — 25 грудня 1991, Шовілль, Квебек) — канадський хокеїст, що грав на позиції крайнього нападника.Володар Кубка Стенлі.
Провів понад 500 матчів у Національній хокейній лізі.

## Ігрова кар'єра
Френк Фінніган народився в 1903 році в містечку Шовілль (провінція Квебек) в 75 кілометрах від Оттави. З 1921 року Фінніган виступав в оттавських міських аматорських хокейних лігах і в 1924 році був запрошений в професійний клуб НХЛ «Оттава Сенаторс»; сума першого контракту становила 1800 доларів за сезон. У клубі, який виграв три з чотирьох останніх Кубків Стенлі, серед майбутніх членів Залу хокейної слави, Френк перший час залишався на задньому плані, виходячи тільки на заміни в разі травм основних гравців. Саме в цій якості він грав до сезону 1926-27 років. Отримавши, нарешті, місце в основному складі, Фінніган закинув 15 шайб за 36 ігор регулярного сезону, додавши ще три в серії плей-оф, і завоював з командою свій перший Кубок Стенлі. У наступному сезоні він став дев'ятим в НХЛ за результативністю.
Після біржового краху 1929 року «Оттава Сенаторс», щоб утриматися на плаву, розпродали частину своїх зірок, але Фінніган залишився в команді, провівши свій кращий в статистичному відношенні рік: за сезон 1929-30 років він закинув 21 шайбу і зробив 15 результативних передач. Однак уже в наступному році загальний рівень команди виявився настільки низьким, що це негативно позначилося і на показниках самого Фінніган.
З огляду на погіршення фінансового становища «Сенатори» попросили у керівництва НХЛ можливість не брати участь в сезоні 1931-32 років. Гравці команди розійшлися по іншим клубам, і Фінніган перейшов в «Торонто Мейпл Ліфс».З торонтською командою він завоював свій другий Кубок Стенлі. Наступні два роки він провів в Оттаві, але його клуб як і раніше не відзначався; не допомогла і спроба перебазувати команду в Сент-Луїс: новоспечені «Сент-Луїс Іглс», не впоравшись з фінансовими труднощами, почали розпродавати гравців ще до кінця регулярного сезону 1934-35 років, і Фінніган вдруге за чотири роки потрапив в Торонто. У цій команді він і закінчив через два роки професійну ігрову кар'єру, встигнувши ще двічі побувати з нею в фіналі Кубка Стенлі.
Надалі, після початку світової війни, Фінніган провів кілька сезонів в аматорських лігах Оттави і Торонто, виступаючи зокрема, за команду ВПС Канади, після чого повернувся в Шовілль, де до 1980 року керував готелем «Кларендон». В середині століття він страждав від алкоголізму, але зумів впоратися і повернутися до нормального життя. Пізніше він взяв участь в кампанії по поверненню свого колишнього клубу, «Оттава Сенаторс», в НХЛ, де той був відсутній з 1930-х років. Коли було прийнято рішення про повернення в Оттаву команди НХЛ в 1992 році, саме Фіннігану було довірено право ввести першу шайбу в першій домашній грі відроджених «Сенаторс», але цьому не судилося статися: Френк помер на Різдво 1991 року.
Загалом провів 591 матч у НХЛ, включаючи 38 ігор плей-оф Кубка Стенлі.

## Стиль гри
Незважаючи на невеликий зріст, Фінніган мав дуже міцну статуру. Його практично неможливо було збити з ніг. При цьому його катання відрізняла виняткова точність: член Хокейного залу слави Кінг Кленсі, назвав Фіннігана одним з кращих правих нападників в історії, стверджував, що Френк міг прокотитися без відхилення уздовж натягнутої мотузки і назад. Інший член Хокейного залу слави, знаменитий тренер Дік Ірвін, говорив, що якби його команда складалася з Френків Фінніганів, він би не знав поразок.

## Статистика
| Сезон        | Клуб                   | Ліга         | Регулярний сезон | Регулярний сезон | Регулярний сезон | Регулярний сезон | Регулярний сезон | Плей-оф | Плей-оф | Плей-оф | Плей-оф | Плей-оф |
| Сезон        | Клуб                   | Ліга         | І                | Г                | П                | О                | ШХ               | І       | Г       | П       | О       | ШХ      |
| ------------ | ---------------------- | ------------ | ---------------- | ---------------- | ---------------- | ---------------- | ---------------- | ------- | ------- | ------- | ------- | ------- |
| 1921–22      | Оттавський університет | ХЛО          | 5                | 1                | 3                | 4                | 0                | —       | —       | —       | —       | —       |
| 1922–23      | Оттавський університет | ХЛО          | 9                | 7                | 5                | 12               | 0                | —       | —       | —       | —       | —       |
| 1923–24      | «Оттава Монтаньярдс»   | ХЛО          | 10               | 4                | 1                | 5                | —                | 3       | 0       | 0       | 0       | —       |
| 1923–24      | «Оттава Сенаторс»      | НХЛ          | 2                | 0                | 0                | 0                | 0                | 2       | 0       | 0       | 0       | 2       |
| 1923–24      | «Оттава Монтаньярдс»   | КА           | —                | —                | —                | —                | —                | 1       | 0       | 0       | 0       | 0       |
| 1924–25      | «Оттава Сенаторс»      | НХЛ          | 29               | 0                | 0                | 0                | 22               | —       | —       | —       | —       | —       |
| 1925–26      | «Оттава Сенаторс»      | НХЛ          | 36               | 2                | 0                | 2                | 24               | 2       | 0       | 0       | 0       | 0       |
| 1926–27      | «Оттава Сенаторс»      | НХЛ          | 36               | 15               | 1                | 16               | 52               | 6       | 3       | 0       | 3       | 0       |
| 1927–28      | «Оттава Сенаторс»      | НХЛ          | 38               | 20               | 5                | 25               | 34               | 2       | 0       | 1       | 1       | 6       |
| 1928–29      | «Оттава Сенаторс»      | НХЛ          | 44               | 15               | 4                | 19               | 71               | —       | —       | —       | —       | —       |
| 1929–30      | «Оттава Сенаторс»      | НХЛ          | 43               | 21               | 15               | 36               | 46               | 1       | 0       | 0       | 0       | 4       |
| 1930–31      | «Оттава Сенаторс»      | НХЛ          | 44               | 9                | 8                | 17               | 40               | —       | —       | —       | —       | —       |
| 1931–32      | «Торонто Мейпл-Ліфс»   | НХЛ          | 47               | 8                | 13               | 21               | 45               | 7       | 2       | 3       | 5       | 8       |
| 1932–33      | «Оттава Сенаторс»      | НХЛ          | 45               | 4                | 14               | 18               | 37               | —       | —       | —       | —       | —       |
| 1933–34      | «Оттава Сенаторс»      | НХЛ          | 48               | 10               | 10               | 20               | 10               | —       | —       | —       | —       | —       |
| 1934–35      | «Сент-Луїс Іглс»       | НХЛ          | 34               | 5                | 5                | 10               | 10               | —       | —       | —       | —       | —       |
| 1934–35      | «Торонто Мейпл-Ліфс»   | НХЛ          | 11               | 2                | 0                | 2                | 2                | 7       | 1       | 2       | 3       | 2       |
| 1935–36      | «Торонто Мейпл-Ліфс»   | НХЛ          | 48               | 2                | 6                | 8                | 10               | 9       | 0       | 3       | 3       | 0       |
| 1936–37      | «Торонто Мейпл-Ліфс»   | НХЛ          | 48               | 2                | 7                | 9                | 4                | 2       | 0       | 0       | 0       | 0       |
| 1939–40      | «Оттава РКАФ-Флаєрс»   | ХЛО          | 4                | 0                | 2                | 2                | 3                | —       | —       | —       | —       | —       |
| 1940–41      | «Торонто РКАФ»         | TMHL         | 13               | 1                | 2                | 3                | 8                | 3       | 1       | 0       | 1       | 0       |
| 1944–45      | «Оттава Депо 17»       | OCHL         | 7                | 0                | 4                | 4                | 4                | —       | —       | —       | —       | —       |
| Усього в НХЛ | Усього в НХЛ           | Усього в НХЛ | 553              | 115              | 88               | 203              | 407              | 38      | 6       | 9       | 15      | 22      |